# Marktviertel (Einheit)
Das Marktviertel war ein Getreidemaß im Schweizer Kanton St. Gallen. 
Das Marktviertel hatte 1 Viertel und 3 Immi. Am Hauptplatz des Getreidehandels, dem Ort Rorschach, hatte das Maß im Einzelnen:
- 1 altes oder Marktviertel = 980 Pariser Kubikzoll = 19,44 Liter
- 1 Marktviertel = 964 Pariser Kubikzoll = 19,1223 Liter 
  - Das Marktviertel  entsprach mit 1,2747 fachen dem Schweizer Viertel, neu.[4]
- 1 Kornhausviertel = 1041 Pariser Kubikzoll = 20,6497 Liter